# Јурски Врх
Јурски Врх (словен. Jurski Vrh) је насељено место у општини Кунгота, Подравска регија, Словенија.

## Историја
До територијалне реорганизације у Словенији био је у саставу старе општине Песница.

## Становништво
У попису становништва из 2011. године, Јурски Врх је имао 151 становника.
| Број становника према пописима | Број становника према пописима | Број становника према пописима |
| ------------------------------ | ------------------------------ | ------------------------------ |
| 1991                           | 2002                           | 2011                           |
| 172                            | 136                            | 151                            |

Напомена: До 1952. исказивано под именом Свети Јуриј об Песници.